# 양 (우부풍)
양(讓, ? ~ ?)은 전한 말기의 관료이다. '양'은 이름자로, 성씨는 알 수 없다.

## 행적
건시 2년(기원전 31년), 태원태수에서 우부풍으로 승진하였다.

## 출전
- 반고, 《한서》 권19하 백관공경표 下

| 전임 온순 | 전한의 우부풍 기원전 31년 ~ 기원전 30년? | 후임 왕창 |